# Michael Raffl
Michael Raffl (* 1. prosince 1988, Villach) je rakouský lední hokejista, křídelní útočník. Je třetím nejúspěšnějším rakouským hokejistou v dějinách NHL (po Thomasi Vanekovi a Michaelu Grabnerovi). V NHL strávil devět sezón, v základní části odehrál 590 zápasů a zaznamenal 179 kanadských bodů (z toho 89 branek), v play-off přidal dalších 39 utkání a 11 bodů (7 gólů). Hrál za kluby Philadelphia Flyers, Washington Capitals a Dallas Stars. V rakouské nejvyšší soutěži hrál za EC VSV. V roce 2006 se s ním stal mistrem Rakouska. Strávil též dvě sezóny ve druhé švédské lize v dresu Leksands IF. Od roku 2022 hraje švýcarskou nejvyšší soutěž za Lausanne HC. S národním týmem se zúčastnil MS 2009 (14. místo), MS 2011 (15. místo), MS 2013 (15. místo), MS 2015 (15. místo), MS 2018 (14. místo) a MS 2019 (16. místo). Zúčastnil se též olympijských her v Soči roku 2014, kde Rakušané skončili na 10. příčce. Jeho bratr Thomas Raffl je také hokejistou a rakouským reprezentantem, jeho otec Peter Raffl jím byl také.